# Emmanuelle Alt
Emmanuelle Alt (18 maggio 1967) è un'editrice francese, è stata caporedattrice di Vogue Francia dal 2011 al 2021.

## Biografia
Figlia di una modella, Emmanuelle Alt ha studiato all'Institut de l'Assomption di Parigi.
Emmanuelle Alt è diventata direttore creativo di Vogue nel 2000, quando Carine Roitfeld ha occupato la posizione di caporedattrice e l'ha assunta dalla rivista Mixte.
Prima di Mixte, ha ricoperto incarichi presso l'agenzia francese ELLE (a partire dal 1984, quando aveva solo 17 anni) e poi presso 20 Ans, dove è diventata caporedattrice nel 1993.
Durante il periodo di Carine Roitfeld, la tiratura della pubblicazione di Vogue è passata da 100.000 a 140.000 copie nel 2010, durante la crisi finanziaria globale. L'aumento è stato probabilmente incoraggiato dai contenuti della rivista - in gran parte curati dalla Alt e dalla Roitfeld - in modo provocatorio, che includevano una grande quantità di nudità e di accessori sadomasochistici.
Lo stipendio annuale di Emmanuelle Alt a Vogue Francia è di circa 300.000 dollari rispetto ai 2 milioni di dollari (nel 2005) della sua omologa, la direttrice di Vogue America Anna Wintour. Tuttavia, la tiratura dell'edizione americana, di oltre 1 milione di copie, supera quella dell'edizione francese della rivista.
Il primo numero di Vogue con Emmanuelle Alt al comando è stato quello di aprile 2011. Riguardo alle sue intenzioni per i contenuti futuri di Vogue Francia, ha dichiarato: "Non credo che ci debbano essere cambiamenti radicali". E vuole rimanere con la passata scuderia di fotografi della rivista, come David Sims, Mert e Marcus, Mario Testino e Bruce Weber. Nel luglio 2013 ha dichiarato all'Huffington Post che "Londra e Parigi sono mondi a parte".

## Vita privata
Emmanuelle Alt ha due figli, Antonin e Françoise. Suo marito, anch'egli nel settore della moda, è Franck Durand, direttore artistico di Isabel Marant.